# Mohrkirch
Mohrkirch (dänisch: Mårkær) ist eine Gemeinde im Kreis Schleswig-Flensburg in Schleswig-Holstein.

## Geographie und Verkehr
Durch seine zentrale Lage in der Landschaft Angeln sind die Entfernungen nach Schleswig 21 Kilometer, Flensburg 22 Kilometer und Kappeln 15 Kilometer fast gleich. Mohrkirch liegt inmitten von Grundmoränen aus Lehm durchsetzt mit Findlingen auf Geschiebemergel.
Bis 1987 machten die Personenzüge der Bahnstrecke Kiel–Flensburg in Mohrkirch Halt.
Quer durch die Gemeinde verläuft die Wasserscheide zwischen Nord- und Ostsee. Nach Süden entwässern die Mohrkirch Kiesperdieker und Flarup Au in die Schlei und folglich in die Ostsee. Nach Westen fließt die Bondenau zum Treßsee und dann als Treene zur Eider in Richtung Nordsee.
Für den Abfluss der Kiesperdieker Au nach Südwesten zur Oxbek wurde schon im Mittelalter die 40-Meter-Höhenlinie bei Appelberg durchstochen und dieses Gewässer somit zur Ostsee umgeleitet. Später ist über ein Wehr und einen Verbindungsgraben eine Zuführung des Kiesperdieker Wassers zur Mohrkircher Au und damit zur Mohrkirchmühle geschaffen worden. Reste davon findet man noch im Bereich der Babbestraße.
Zur Gemeinde gehören Baustrup (Bovstrup), Kiesperdiek (Kisberdam), Krämersteen (Kræmmersten), Möllmark (Mølmark), Schrixdorf (Skredstrup) und Spenting (Spending) sowie Wohnplätze wie Appelberg (Abildbjerg), Bommerlund, Compagnie, Eslingwatt (tlw., dän. Eslingvad), Hosskoppeln (Horskobbel), Köhnholt (tlw., Kønholt), Jordmoos (Hjortmose oder auch Hjortmos), Niekoppel, Nordschau (Nordskov), Norwegen (Norge), Pattburg (Padborg oder auch Paddeborg), Schmedeland (Smedeland) und Schweden (Sverige).

## Geschichte
Im Jahre 2018 wurde bei Mohrkirch ein Urnengräberfeld aus der Eisenzeit entdeckt und archäologisch untersucht. In der Gegend waren bereits Oberflächenfunde bekannt. Neben den keramischen Urnen fanden die Archäologen Grabbeigaben wie Silberschmuck, Nadeln aus Tierknochen und Kleidungsteile.
Der Ort ist eng mit der Entwicklung des namensgleichen Klosters verbunden. Der Ortsname ist erstmals 1391 als Moerker dokumentiert. Er geht entweder auf dän. mår für Marder oder altdänisch marth, morth für Wald sowie -kær für Kratt zurück. 1778 wurde aus dem Großteil des aufgehobenen Amts Mohrkirchen die Mohrkirchener Harde (Mårkær Herred) gebildet. Ursprünglich bestanden mit Mohrkirch-Osterholz und -Westerholz zwei Dörfer, die nach 1881 durch Besiedlung um den Bahnhof allmählich zusammenwuchsen. Bis zum Deutsch-Dänischen Krieg 1864 unterstanden die Orte dem Kirchspiel Böel (Bøl Sogn) in der Mohrkirchharde (Amt Gottorf, Herzogtum Schleswig).
Von 1907 bis 1919 wurde in Mohrkirch-Osterholm die zweite Volkshochschule des Vereins für ländliche Volkshochschulen in Schleswig-Holstein unter Leitung des Direktors Heinrich Harms mit einem angeschlossenen Schülerheim betrieben.
Die politische Gemeinde Mohrkirch wurde am 1. Januar 1970 aus den beiden ehemals selbständigen Gemeinden Mohrkirchosterholz und Mohrkirchwesterholz
gebildet. Der Zusammenschluss geht auf eine Anfang der 1970er Jahre durchgeführte räumliche Neuordnung der Gemeinden und Ämter im Kreisgebiet zurück, mit dem Ziel der wirtschaftlichen Stärkung und Vereinfachung der Verwaltung. Die Neuordnung sah im Amt Süderbrarup die Zusammenlegung der damals 18 Gemeinden zu sechs Einheiten mit möglichst über 2000 Einwohnern vor. Für Mohrkirch war eine Zusammenlegung mit Böel vorgesehen. Es sind im Amt aber nur dort Zusammenlegungen durchgeführt worden, wo die für die eigene örtliche Entwicklung notwendige Bürgernähe und Eigenständigkeit der kommunalen Selbstverwaltung erhalten blieb.
Mohrkirch bildet auf Grund seiner historischen Entwicklung kein geschlossenes Ortsbild. Der Anteil der verstreut liegenden Häuser und Höfe in Einzellage ist sehr groß. Erst in den letzten Jahren hat sich die Verbindung der ehemaligen Ortsteile Westerholz und Osterholz durch die Erschließung eines Neubaugebietes als heutiger Ortskern entwickelt.
Das stark zerstreute Siedlungsgebiet Mohrkirchs spiegelt sich in einer großen Zahl von Ortsteil- und Höfenamen wider. Sehr oft handelt es sich um die alten Namen der einzelnen Parzellen, in die im Jahr 1778 mit Gründung der Mohrkirchharde das ehemalige Kloster und spätere Domanialgut Mohrkirchen sowie der dazugehörige Meierhof Schrixdorf aufgeteilt wurden. Aber auch landschaftliche Besonderheiten haben sich in Ortsbezeichnungen niedergeschlagen.
Der Ortsname Kiesperdieck (Kisberdam) geht auf dän. kirsebær für einen Kirchbaum und -dam für einen Teich zurück. Kälberhagen (Kalvehave) ist erstmals 1680 schriftlich dokumentiert und beschreibt vermutlich die frühere Kälberkoppel des Klosters (dän. kalv≈ Kalb). Das Präfix in Appelberg (Abildbjerg) weist auf einen Apfelbaum hin, der Ort entstand als Katenstelle zu Schrixdorf Schrixdorf (Skredstrup, angeldän. Skrejstrup) lässt sich auf den Personennamen Skrik zurückführen, evtl. in Verbindung mit dän. skrige für schreien.

## Spenting
Im Kaufbrief des Antoniterordens über den Edelhof Moerker wurde Spenting 1391 erstmals urkundlich als „dat velt to Spentinghe“ erwähnt. Nach Erzählungen war das Dorf in der Pestepidemie 1349/50 ausgestorben und gelangte in den Besitz der Adelsfamilie Lembeck, die es 1391 mit dem Hof Moerker an den Antoniter-Orden verkaufte. Archäologische Funde lassen darauf schließen, dass das erstmals im Mittelalter namentlich dokumentierte Dorf bereits mehrere Jahrhunderte zuvor (10 v. Chr. bis 455 n. Chr.) besiedelt war und zu den ältesten Siedlungen Angelns gehörte. In der späteren Geschichte des Klosters Mohrkirch (bis 1541) und des herzoglichen Gutes (bis 1778) wurde Spenting stets als Bezeichnung der Viehweide Spenting Koppel verwendet. 450 Jahre nach Wüstfallen des Dorfes wurde es 1778 wieder neu besiedelt.

## Kloster Mohrkirchen
Das Kloster Mohrkirchen wurde 1391 von Antoniter-Mönchen aus dem Kloster Tempzin gegründet, die ein Hospital betrieben und von hier aus Almosen in ganz Nordeuropa sammelten. In diesem Zusammenhang steht die erste urkundliche Erwähnung des Adelshofes „Moerker“: Die hier ansässige Familie von Lembeck veräußerte den Hof mit einer Mühle, Teichen und umfangreichen Ländereien an den Konvent der Antoniterkongregation. Der Edelhof Morker wurde zum Kloster umgebaut. Die einzige Abbildung zeigt einen Dreiseithof, dessen offene Seite durch eine Mauer geschlossen wurde. Dem Kloster wurden in den folgenden Jahrzehnten weite Landstriche der umliegenden Gemeinden vermacht. Zusätzlich erhielt es das Patronat über die Kirchspiele Norderbrarup (1407) und Böel (1473). 1470 schenkte König Christian I. den Antonitern das Kirchspiel Præstø mit der dortigen Marienkirche als Standort eines Filialklosters, das bis etwa 1535 bestand. Zwei weitere Tochtergründungen in Ramundeboda in Schweden (1497/1500) und Nonnesetter bei Bergen (Norwegen) (1507) bestanden nur wenige Jahrzehnte.
Als die Reformation in den Herzogtümern Schleswig und Holstein eingeführt wurde, wurde das Kloster aufgehoben und in ein Gut umgewandelt. Wann genau das geschah, ist nicht zu rekonstruieren, da der größte Teil der Klosterurkunden nach 1544 vernichtet wurde. Der seit 1508 belegte letzte Präzeptor Jordanus Klüver ist zuletzt 1527 erwähnt. 1541 war das Kloster bereits aufgehoben. Bei der Landesteilung zwischen König Christian III. und seinen Brüdern 1544 fiel es an das Gottorfer Teil-Herzogtum. Das Gebäude diente bis 1778 als Sitz des Amtmanns. Das nach dem Vertrag von Zarskoje Selo wieder königliche Gut wurde 1778 parzelliert. Die neuen Pächter nutzten das verlassene Gebäude als Steinbruch für den Bau ihrer Häuser.

## Bildung
Die Grundschule wurde im Jahr 2015 wegen zu geringer Schülerzahlen aufgegeben. Stattdessen besteht die Möglichkeit, die Grundschule in Süderbrarup zu besuchen. Weiterführende Schulen gibt es in Satrup (Gemeinschaftsschule und Gymnasium), Süderbrarup (Gemeinschaftsschule, dänische Gemeinschaftsschule) bzw. in Flensburg und Schleswig (dänische Gymnasien). Die frühere dänische Grundschule enthält heute einen dänischen Kindergarten.

### Volkshochschule mit Schülerheim (1907–1919)
Bereits 1905 wurde der Verein für ländliche Volkshochschulen in Schleswig-Holstein auf der Vereinsversammlung am 19. November beauftragt, eine zweite vereinseigene Volkshochschule zusätzlich zur Volkshochschule Albersdorf zu errichten. Wegen der verkehrstechnisch günstigen Anbindung an die 1902 fertiggestellte Eisenbahnstrecke und aufgrund der Nähe zur ehemaligen Oersberger Lehranstalt von Claus Jürgensen entschied man sich für die Errichtung in Mohrkirch. Am 2. Juni 1907 wurde die Schule feierlich eingeweiht. Sie bot Platz für bis zu 45 Schüler und besaß ein angeschlossenes Schülerheim zur Unterbringung der Schüler bzw. überwiegend Schülerinnen. Aufgrund reger Werbetätigkeit des damaligen Schulleiters und Direktors Heinrich Harms im ganzen Land, war die Schule gut besucht und konnte bis zum Ende des Ersten Weltkriegs ihren Betrieb erfolgreich aufrechterhalten. Ab 1919 wurde das Bildungswesen in der Weimarer Republik umgebaut. Damit endete auch der Betrieb der zweiten Volkshochschule Schleswig-Holsteins in Mohrkirch-Osterholz.

## Politik

### Gemeindevertretung
Bei der Kommunalwahl am 14. Mai 2023 wurden insgesamt elf Sitze vergeben. Die SPD erhielt vier Sitze und die CDU und die Freie Wählergemeinschaft Mohrkirch je drei Sitze.

### Wappen
Das Wappen wurde am 7. August 1972 genehmigt.
Blasonierung: „In Gold ein blaues Antoniuskreuz, beiderseits begleitet von je einem grünen Eichenblatt.“
Das blaue Antonius-Kreuz, auch ägyptisches Kreuz genannt, verweist auf das Kreuz, welches die Antoniter auf ihrer schwarzen Tracht trugen und auch im Siegel des Klosters geführt wurde. Das Kreuz als Symbol für Mohrkirch blieb auch nach der Säkularisation erhalten und fand Eingang in das Siegel der 1778 gegründeten Mohrkirchharde. Bis heute vertritt das Kreuz neben den Zeichen der anderen Angeliter Harden Mohrkirch im inoffiziellen Wappen von Angeln. Die das Kreuz im Wappen begleitenden Eichenblätter weisen auf den ehemals reichen Bestand an Eichbäumen in dieser Region hin. Die Farben Gold und Blau zeigen an, dass Mohrkirch im Landesteil Schleswig gelegen ist.
Das Wappen wurde von dem Brunsbütteler Heraldiker Willy „Horsa“ Lippert gestaltet.

### Flagge
Die Flagge wurde am 13. August 1996 genehmigt.
Inmitten eines gelben Flaggentuches das von zwei grünen Eichenblättern begleitete blaue Antoniuskreuz des Gemeindewappens.

## Wirtschaft
Das Gemeindegebiet wird überwiegend landwirtschaftlich genutzt. Der Anteil der Waldflächen liegt nach den letzten Aufforstungen über dem Kreis- und Landesdurchschnitt.

## Sehenswürdigkeiten
In der Liste der Kulturdenkmale in Mohrkirch stehen die in der Denkmalliste des Landes Schleswig-Holstein eingetragenen Kulturdenkmale.

## Persönlichkeiten
- Jes Christophersen (1826–1901), deutscher Politiker.
- Gisela Stein (1934–2009), Theaterschauspielerin, lebte bis zu ihrem Tod in Mohrkirch.
- Johannes Callsen (* 1966), deutscher Politiker.